# Sándor Major
Sándor Major (31 de julio de 1965) es un deportista húngaro que compitió en lucha grecorromana. Ganó dos medallas de plata en el Campeonato Mundial de Lucha entre los años 1987 y 1990, y dos medallas en el Campeonato Europeo de Lucha, plata en 1988 y bronce en 1991.

## Palmarés internacional
| Campeonato Mundial | Campeonato Mundial         | Campeonato Mundial | Campeonato Mundial |
| Año                | Lugar                      | Medalla            | Categoría          |
| ------------------ | -------------------------- | ------------------ | ------------------ |
| 1987               | Clermont-Ferrand (Francia) | Medalla de plata   | 90 kg              |
| 1990               | Ostia (Italia)             | Medalla de plata   | 100 kg             |
| Campeonato Europeo |                            |                    |                    |
| Año                | Lugar                      | Medalla            | Categoría          |
| 1988               | Kolbotn (Noruega)          | Medalla de plata   | 90 kg              |
| 1991               | Aschaffenburg (Alemania)   | Medalla de bronce  | 100 kg             |